# Sede titolare di Calcedonia dei Siri
Calcedonia dei Siri (in latino: Chalcedonensis Syrorum) è una sede titolare della Chiesa cattolica.

## Storia
Calcedonia, che corrisponde all'attuale città turca di Kadıköy, fu sede di un'antica arcidiocesi della Chiesa siriaca, comunemente chiamata Chiesa giacobita.
Dal XX secolo Calcedonia dei Siri è annoverata tra le sedi arcivescovili titolari della Chiesa cattolica; la sede è vacante dal 4 luglio 1958.

## Cronotassi dei vescovi titolari
- Clément Michel Bakhache † (3 agosto 1922 - 4 luglio 1958 deceduto)